# Small Astronomy Satellite 2
El Small Astronomy Satellite 2, también conocido como SAS-2, SAS B o Explorer 48, fue un telescopio de rayos gamma de la NASA. Fue lanzado el 15 de noviembre de 1972 en la órbita terrestre baja con un periastro de 443 km y un apoastro de 632 km. Completó sus observaciones el 8 de junio de 1973.
SAS 2 fue el segundo de la serie de pequeñas naves espaciales diseñadas para extender los estudios astronómicos en las regiones de rayos X, rayos gamma, ultravioleta, visible e infrarrojo. El objetivo principal del SAS-B era medir la distribución espacial y de energía de la radiación gamma galáctica y extragaláctica primaria, que se energiza entre 20 y 300 MeV. La instrumentación consistió principalmente en un detector de centelleo de protección, una cámara de chispa superior e inferior y un telescopio de partículas cargadas.
SAS-2 se lanzó desde la plataforma San Marco, en la costa de Kenia, África, en una órbita casi ecuatorial. La nave espacial en órbita tenía la forma de un cilindro de aproximadamente 59 cm de diámetro y 135 cm de longitud. Se usaron cuatro paneles solares para recargar la batería de níquel-cadmio de 6 amp-h y proporcionar energía a la nave espacial y al experimento del telescopio. La nave espacial se estabilizó por rotación y se usó un sistema de control comandable de torsión magnética para apuntar el eje de rotación de la nave espacial a cualquier posición en el espacio dentro de aproximadamente 1 grado. El eje del experimento se extiende a lo largo de este eje, lo que permite al telescopio observar cualquier región seleccionada del cielo con su apertura de aceptación de más o menos 30 grados. La velocidad de giro nominal fue de 1/12 rpm. Los datos se tomaron a 1000 bit/s y se pudieron grabar en una grabadora de cinta a bordo y transmitir simultáneamente en tiempo real. Los datos registrados fueron transmitidos una vez por órbita. Esto requirió aproximadamente 5 minutos.
El experimento del telescopio se giró inicialmente el 20 de noviembre de 1972, y el 27 de noviembre de 1972, la nave espacial entró en pleno funcionamiento. La fuente de alimentación de bajo voltaje para el experimento falló el 8 de junio de 1973. No se obtuvieron datos científicos útiles después de esa fecha. Con la excepción de un sensor de estrella ligeramente degradado, la sección de control de la nave espacial se desempeñó de manera excelente.
SAS-2 detectó por primera vez a Geminga, un púlsar que se cree es el remanente de una supernova que explotó hace 300.000 años.